# Avogli Trotti (famiglia)
Gli Avogli Trotti furono una famiglia nobiliare italiana originaria forse di Napoli e imparentata con la famiglia Alidosi, presente a Ferrara dal XIV al XX secolo.

## Storia

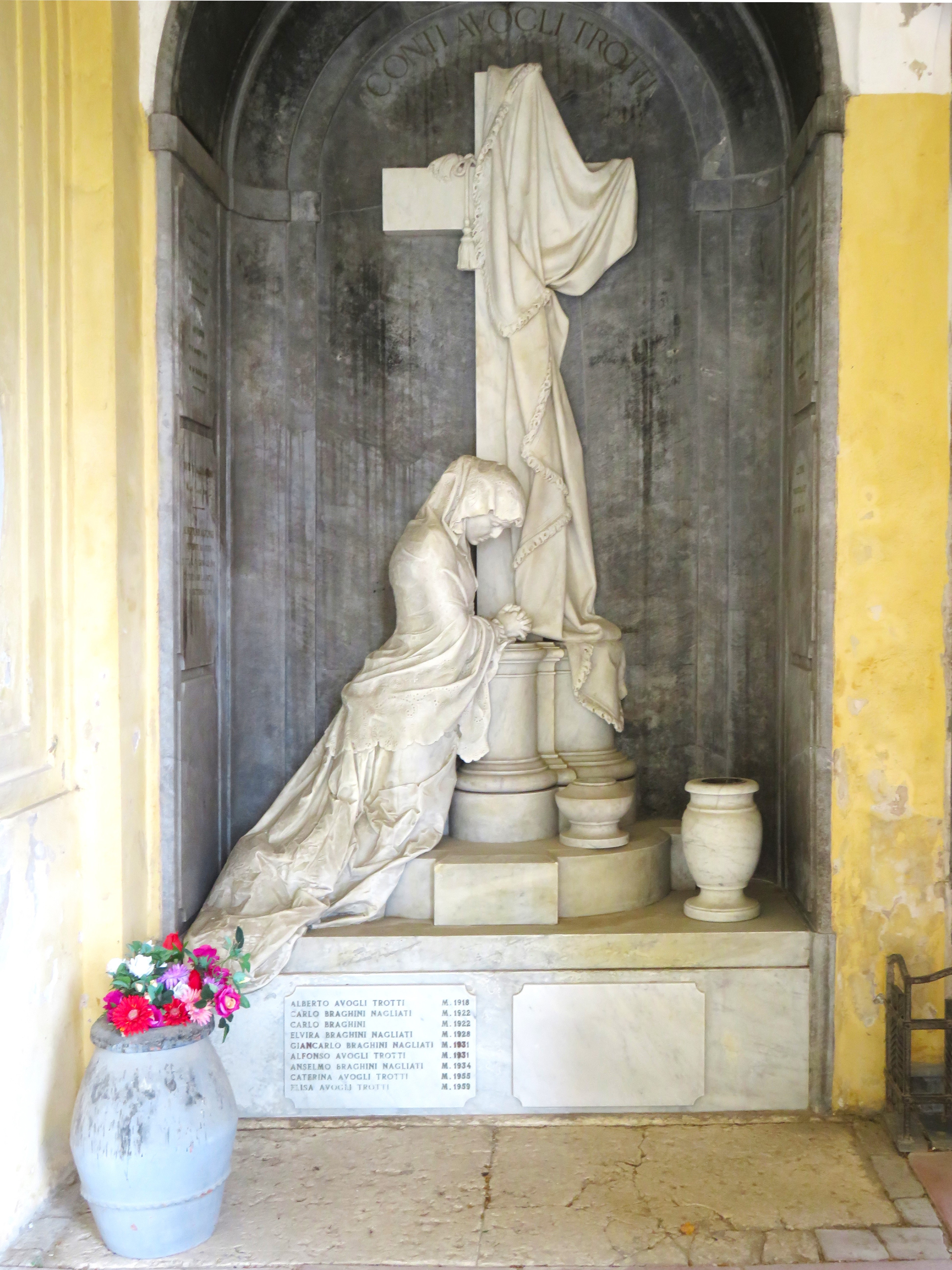
Cimitero monumentale della Certosa di Ferrara, Tomba dei Conti Avogli Trotti, monumento funebre opera di Luigi Legnani

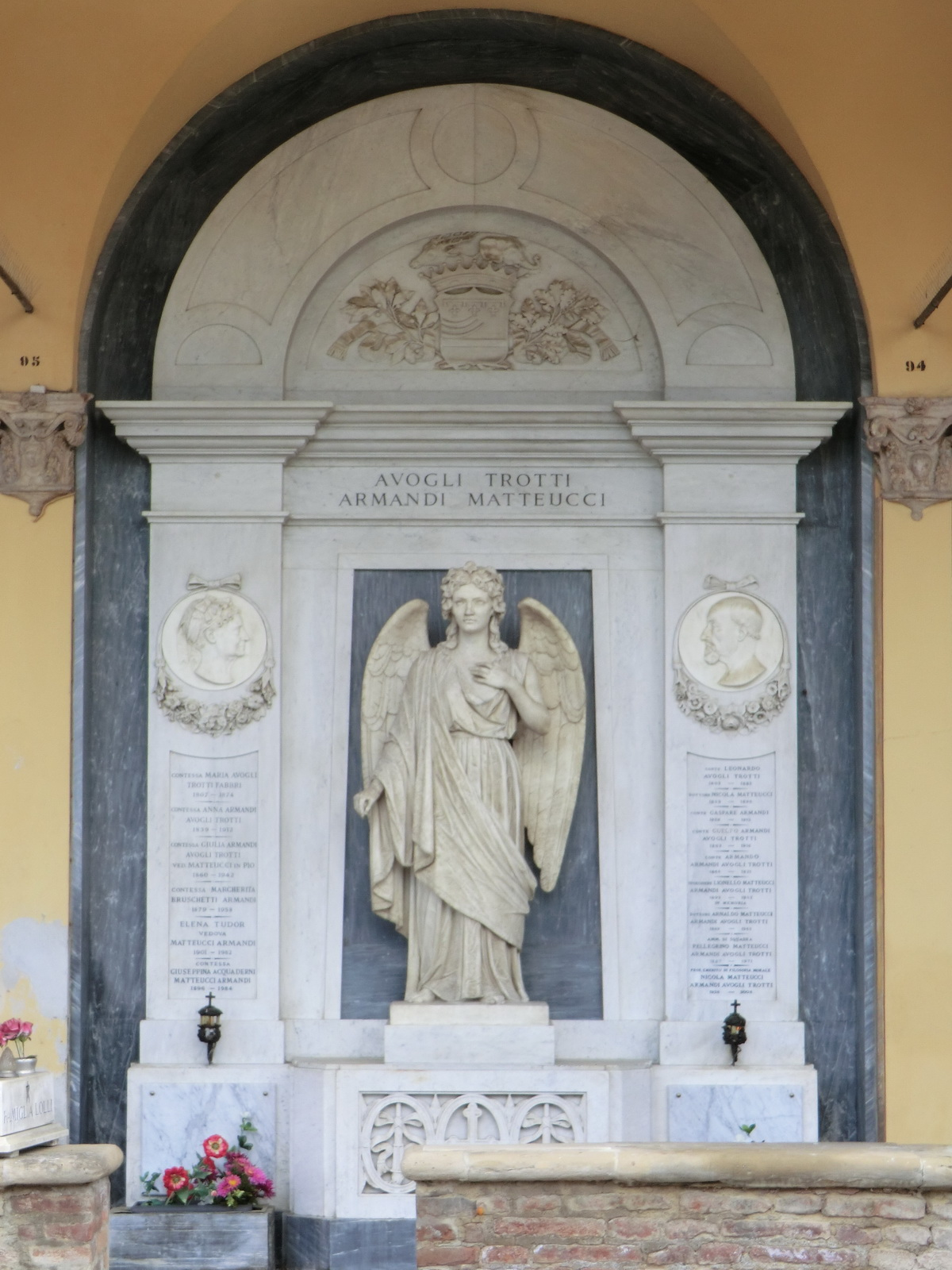
Cimitero Monumentale della Certosa di Bologna, monumento funebre della famiglia Avogli Trotti Armandi Matteucci

I conti Trotti furono presenti a Ferrara a partire dal XIV secolo e loro membri si ricordano sino al XX secolo. Forse la stirpe Trotti fu originaria di Napoli ma nel ferrarese, durante il periodo degli Este, fu al servizio prima del marchesato e poi del ducato ferrarese con suoi rappresentanti che ricoprirono ruoli importanti come militari e diplomatici. Da questo servizio ottennero cariche di prestigio e privilegi per il casato. Nel corso del XVII secolo l'ultimo membro della famiglia, la contessa Vittoria Trotti aggiunse al proprio cognome quello degli Avogli (cognome materno) e in tal modo agli Avogli andò anche il titolo comitale che era stato concesso nel XVI secolo dal papa Clemente VIII ad Alfonso Trotti e ai suoi discendenti. Gli Avogli Trotti in seguito si imparentarono con gli Alidosi.
A ferrara il palazzo che si trova in via Montebello porta il loro nome.

## Membri noti della famiglia
- Antonio Avogli Trotti, gonfaloniere di Ferrara durante il periodo di controllo dello Stato Pontificio.
- Renato Avogli Trotti.[3]
- Nicola Matteucci Armandi Avogli Trotti.